# Dorika margarita
Dorika margarita är en fjärilsart som beskrevs av Le Cerf 1911. Dorika margarita ingår i släktet Dorika och familjen nattflyn. Inga underarter finns listade i Catalogue of Life.